# Carl Wolff (Volkswirt)
Carl Wolff (* 11. Oktober 1849 in Schäßburg, Siebenbürgen; † 3. Oktober 1929 in Hermannstadt) war ein Volkswirt, Journalist und Politiker. In der historischen Nachbetrachtung gilt er als einer der bedeutendsten Wirtschaftsfachleute von Siebenbürgen.

## Leben
Carl Wolff wurde als Sohn einer angesehenen ortsansässigen Familie in Schäßburg geboren. Sein Studium der Rechtswissenschaften absolvierte er unter anderem in Wien und Heidelberg.
Nach einer dreijährigen Tätigkeit als Journalist bei der Neuen freien Presse in Wien übernahm er 1874 die Leitung des neu gegründeten Siebenbürgisch-Deutschen Tagesblattes. Er war außerdem Direktor der Hermannstädter Allgemeinen Sparkasse und Gründer der Raiffeisen-Genossenschaft im Jahr 1885.
Er war Mitglied des Coetus Chlamydatorum Schaessburgiensis.
In Hermannstadt ist das 1995 errichtete Alten- und Pflegeheim „Dr. Carl Wolff“ nach ihm benannt.
In München wurde die „Carl-Wolff-Gesellschaft, Siebenbürgischer Wirtschaftsclub in Deutschland e.V.“ gegründet. Der Verein möchte durch seine Namensgebung das Lebenswerk von Carl Wolff ehren.